# Calythea dedecorata
Calythea dedecorata är en tvåvingeart som först beskrevs av Camillo Rondani 1866.  Calythea dedecorata ingår i släktet Calythea och familjen blomsterflugor. Inga underarter finns listade i Catalogue of Life.